# 帕尔马里吉
帕尔马里吉（義大利語：Palmariggi），是意大利莱切省的一个市镇。总面积8.78平方公里，人口1579人，人口密度179.8人/平方公里（2009年）。ISTAT代码为075058。